# Turbo angelvaldesi
Turbo angelvaldesi is een slakkensoort uit de familie van de Turbinidae. De wetenschappelijke naam van de soort is voor het eerst geldig gepubliceerd in 1996 door Ortea & Espinosa.